# Fronteira Finlândia–Noruega
A fronteira entre a Finlândia e a Noruega é a mais setentrional do mundo, uma linha de 736 km de extensão, sentido oeste-leste, que separa o norte da Finlândia do também norte da Noruega, na região da Lapônia. É uma linha sinuosa que no leste se inicia no ponto de tríplice fronteira de ambos os países com a Suécia (condado de Bótnia Setentrional), conhecido como Treriksröset. Segue daí para leste, e depois para norte e sudeste, até atingir a outra fronteira tripla, dos dois países com a Rússia (perto de Murmansco).
Separa os condados noruegueses de Finnmark e Troms da província finlandesa da Lapônia. Nessa fronteira, nas proximidades do extremo leste fica o monte Halti, o ponto culminante da Finlândia.
A Finlândia tem uma longa história em comum com a Suécia e com a Rússia Em 1809 é tomada da Suécia pelo Império Russo. Em 1917, quase ao final da Primeira Grande Guerra, obtém sua independência, mas em 1939 (início da Segunda Grande Guerra) é invadida pela mesma Rússia. Reage se tornando aliada da Alemanha Nazista nessa guerra. É derrotada e cede territórios no leste à Rússia. A Noruega, depois de quase 450 anos de união com Dinamarca e Islândia, é em 1814 dominada pela Suécia. Separa-se em 1910. Esses fatos marcaram a definição dessa fronteira internacional.
Um grupo de noruegueses lançou uma campanha para mudar a fronteira do país em cerca de 200 metros e oferecer a montanha Halti à Finlândia, como prenda pelos 100 anos da independência. Caso esta alteração se fizesse, a Finlândia ganharia um novo ponto mais alto. O Halti não consta entre as 200 mais altas montanhas da Noruega. 

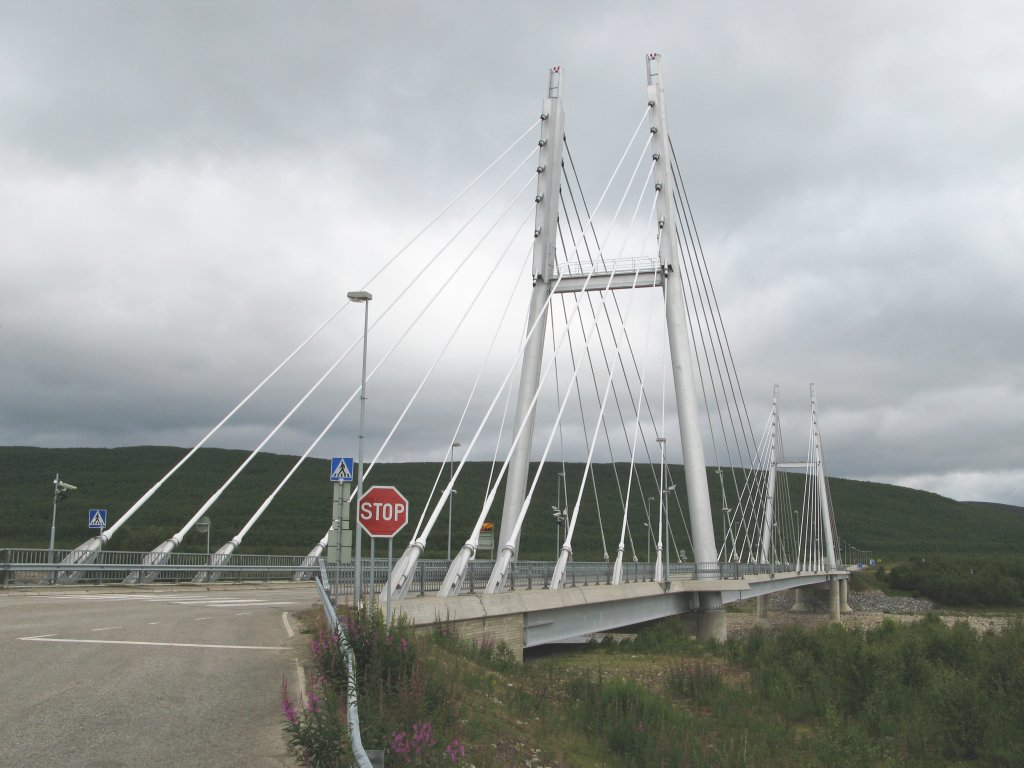
A Ponte Sami sobre o rio Tana